# Ryszard Baranowski
Ryszard Baranowski (ur. 11 stycznia 1920 w Rakutowie, zm. 13 maja 2000 w Opolu) – polski matematyk, fizyk, agronom, specjalizujący się w agrofizyce; nauczyciel akademicki związany z uczelniami we Wrocławiu i Opolu.

## Życiorys
Urodził się w 1920 roku w Rakutowie, w powiecie włocławskim, w województwie kujawsko-pomorskim, w rodzinie wiejskiego rzemieślnika. Po ukończeniu szkoły podstawowej w 1933 roku, kontynuował naukę w Państwowym Gimnazjum Ziemi Kujawskiej we Włocławku. Bezpośrednio po uzyskaniu matury w 1938 roku został powołany do odbycia służby wojskowej, którą odbywał w szkole podchorążych w Modlinie. Bezpośrednio po wybuchu II wojny światowej w 1939 roku brał udział w walkach na południu Polski do końca września tego roku.
Po zakończeniu działań wojennych na początku października 1939 roku wrócił na Kujawy do Czerniewic, gdzie przeżył całą okupację hitlerowską, pracując na kolei jeszcze do 1946 roku. W grudniu 1945 roku podjął studia na Wydziale Rolnym Uniwersytetu i Politechniki we Wrocławiu. Jednocześnie pracował jako nauczyciel matematyki i fizyki w dwuletnim Studium Przygotowawczym do Szkół Wyższych do jego likwidacji w 1957 roku. Studia ukończył w 1949 roku, uzyskując dyplomy: inżyniera rolnika i magistra nauk rolniczych. Od 1957 roku pracował jako nauczyciel fizyki w IX Liceum Ogólnokształcącym we Wrocławiu, jednocześnie dokształcając się zaocznie na Wydziale Matematyczno-Fizycznym Wyższej Szkoły Pedagogicznej w Opolu. Uczelnię tę ukończył w 1962 roku magisterium.
W sierpniu 1958 roku rozpoczął pracę w Zakładzie Uprawy Roli Instytutu Uprawy, Nawożenia i Gleboznawstwa w Laskowicach Oławskich. W 1965 roku uzyskał stopień naukowy doktora nauk rolniczych w Wyższej Szkole Rolniczej we Wrocławiu na podstawie pracy pt. Metoda radioaktywnych wskaźników i jej zastosowanie w pomiarach mieszającego działania brony i kultywatora na glebie lekkiej, napisanej pod kierunkiem prof. Świętochowskiego. Rok później został mianowany kierownikiem Pracowni Fizyki Gleby WSR we Wrocławiu. W 1974 roku Rada Naukowa Instytutu Uprawy Nawożenia i Gleboznawstwa w Puławach nadała mu stopień naukowy doktora habilitowanego nauk rolniczych w zakresie uprawy roli na podstawie rozprawy nt. Charakterystyka, ocena przydatności i przykłady zastosowania metody gamma-gamma i neutronowej do oznaczania gęstości i wilgotności gleby w badaniach uprawowych. W tym samym roku w macierzystym Instytucie otrzymał stanowisko docenta.
1 października 1978 roku przeniósł się do Wyższej Szkoły Inżynieryjnej w Opolu, gdzie otrzymał posadę profesora docenta w Instytucie Budowy Maszyn w Zakładzie Rolnictwa. Po roku przeniósł się do Zakładu Budownictwa w Instytucie Inżynierii Lądowej. W 1983 roku wrócił do Instytutu Budowy Maszyn, gdzie został zatrudniony w Zakładzie Maszyn Rolniczych i Urządzeń Przemysłu Spożywczego. W 1987 roku Senat WSI w Opolu mianował go profesorem nadzwyczajnym, a w 1988 roku profesorem zwyczajnym po otrzymaniu od Rady Państwa tytułu profesora nauk rolniczych. W 1990 roku przeszedł na emeryturę. Zmarł w 2000 roku.

## Dorobek naukowy
Działalność naukowa Ryszarda Baranowskiego zaowocowała znaczną liczbą publikacji naukowych. Łącznie opublikował on 36 artykułów i referatów, które ukazały się w poważnych czasopismach specjalistycznych krajowych oraz zagranicznych. Wszystkie te prace dotyczyły problematyki gleboznawczej. W ramach działalności dydaktycznej opracował skrypt pt. Podstawy rolnictwa. Na uwagę i podkreślenie zasługuje wieloletnia praca badawcza pt. Badania wilgotności gleb metodą neutronową w stałych punktach obszaru leja depresji kopalni węgla brunatnego „Bełchatów”, wykonana na zlecenie Instytutu Meteorologii i Gospodarki Wodnej w Warszawie. Badania te Ryszard Baranowski prowadził przez ponad 10 lat aż do emerytury. Miały one zasadnicze znaczenie kopalni w Bełchatowie oraz dla znajdujących się w pobliżu obszarów rolniczych.
Przez cały czas swojej pracy zawodowej utrzymywał bliskie kontakty naukowe z Politechniką Wrocławską i z Polskim Towarzystwem Gleboznawczym. Współpracował z redakcją „Roczników Gleboznawczych”, często recenzując nadsyłane artykuły. Był promotorem jednej pracy doktorskiej i recenzentem kilku prac doktorskich, a także jednej habilitacyjnej. Za swoją działalność naukową i pedagogiczną otrzymał kilka odznaczeń, w tym Srebrny Krzyż Zasługi i Krzyż Kawalerski Orderu Odrodzenia Polski.